# Hal Adkins
Harold „Hal“ Adkins (* 10. Juli 1898 in Ohio; † 5. Mai 1964 in Los Angeles) war ein US-amerikanischer Filmtechnikpionier und Ingenieur, der auf der Oscarverleihung 1947 mit einem Oscar für technische Verdienste ausgezeichnet wurde.

## Leben
Hal Adkins, der für das RKO-Pictures-Radio Studio Miniature Department für Design und Konstruktion tätig war, wurde 1947 mit einem Technical Achievement Award ausgezeichnet „für die Konstruktion und den Bau eines Gerätes mit Geschosseffekten“ („for the design and construction of equipment providing visual bullet effects“). Er teilte sich diese Auszeichnung mit Marty Martin von RKO Pictures.

## Auszeichnung
- Oscarverleihung 1947: Technical Achievement Award, Zertifikat der Klasse III; zusammen mit Marty Martin und dem RKO Radio Studio Special Effects Department[2]